# NGC 1598
NGC 1598 (другие обозначения — ESO 202-26, AM 0427-475, IRAS04271-4753, PGC 15204) — спиральная галактика с перемычкой (SBc) в созвездии Резец.
Этот объект входит в число перечисленных в оригинальной редакции «Нового общего каталога».
Ядоо галактики очень похоже на активное ядро типа LINER.